# Angola aux Jeux olympiques d'été de 2020
L'Angola participe aux Jeux olympiques d'été de 2020 à Tokyo. Il s'agit de leur 10e participation aux Jeux d'été.

## Athlètes engagés
| Sport      | Hommes | Femmes | Total |
| ---------- | ------ | ------ | ----- |
| Athlétisme | 1      | 0      | 1     |
| Handball   | 0      | 14     | 14    |
| Judo       | 0      | 1      | 1     |
| Natation   | 1      | 1      | 2     |
| Voile      | 2      | 0      | 2     |
| Total      | 4      | 16     | 20    |

## Résultats

### Athlétisme
Le comité national bénéficie d'une place attribuée au nom de l'universalité des Jeux. Miguel Aveni dispute le 100 mètres masculin.
| Athlète      | Épreuve           | Tour préliminaire | Tour préliminaire | 1er tour | 1er tour | Demi-finale | Demi-finale | Finale  | Finale  |
| Athlète      | Épreuve           | Temps             | Rang              | Temps    | Rang     | Temps       | Rang        | Temps   | Rang    |
| ------------ | ----------------- | ----------------- | ----------------- | -------- | -------- | ----------- | ----------- | ------- | ------- |
| Miguel Aveni | 100 mètres hommes | Disqualifié       | Disqualifié       | Éliminé  | Éliminé  | Éliminé     | Éliminé     | Éliminé | Éliminé |

### Judo
La Fédération ne distribue pas de ticket de qualifications aux championnats continentaux ou mondiaux mais c'est le classement établi au 21 juin qui permettra de sélectionner les athlètes (18 premiers automatiquement, le reste en fonction des quotas de nationalité).
Chez les femmes, Diassonema Mucungui (-57 kg), classé 37e, est repêchée via l'attribution du quota continental africain.
| Athlète             | Compétition    | 1er tour                     | 2e tour             | Quart de finale     | Demi-finale         | Repêchage 1         | Repêchage 2         | Finale              | Rang     |
| Athlète             | Compétition    | Adversaire Résultat          | Adversaire Résultat | Adversaire Résultat | Adversaire Résultat | Adversaire Résultat | Adversaire Résultat | Adversaire Résultat | Rang     |
| ------------------- | -------------- | ---------------------------- | ------------------- | ------------------- | ------------------- | ------------------- | ------------------- | ------------------- | -------- |
| Diassonema Mucungui | Moins de 57 kg | Liparteliani Défaite 000-100 | Éliminée            | Éliminée            | Éliminée            | Éliminée            | Éliminée            | Éliminée            | Éliminée |

### Handball
| Compétition     | Phase de groupe  | Phase de groupe          | Phase de groupe       | Phase de groupe        | Phase de groupe      | Phase de groupe        | Quart de finale  | Demi-finale      | Finale / 3e place | Finale / 3e place |           |
| Compétition     | Adversaire Score | Adversaire Score         | Adversaire Score      | Adversaire Score       | Adversaire Score     | Rang                   | Adversaire Score | Adversaire Score | Adversaire Score  | Rang              |           |
| --------------- | ---------------- | ------------------------ | --------------------- | ---------------------- | -------------------- | ---------------------- | ---------------- | ---------------- | ----------------- | ----------------- | --------- |
| Tournoi féminin | France           | Monténégro Défaite 22-33 | Norvège Défaite 21-30 | Pays-Bas Défaite 38-37 | Japon Victoire 28-25 | Corée du Sud Nul 31-31 | 5e               | Éliminées        | Éliminées         | Éliminées         | Éliminées |

### Natation
L'Angola bénéficie de deux places attribuées au nom de l'universalité des Jeux.
| Athlète        | Épreuve                  | Séries  | Séries | Demi-finales | Demi-finales | Finale   | Finale   |
| Athlète        | Épreuve                  | Temps   | Rang   | Temps        | Rang         | Temps    | Rang     |
| -------------- | ------------------------ | ------- | ------ | ------------ | ------------ | -------- | -------- |
| Salvador Gordo | 100 m papillon masculin  | 55 s 96 | 54e    | Éliminé      | Éliminé      | Éliminé  | Éliminé  |
| Catarina Sousa | 100 m nage libre féminin | 59 s 35 | 47e    | Éliminée     | Éliminée     | Éliminée | Éliminée |

### VoileVoile
Un équipage a réussi à qualifier un bateau en 470 en remportant le championnat d'Afrique 2020 qui a vu s'affronter 7 équipages angolais et un du Mozambique.
| Athlète                       | Compétition | Régate | Régate | Régate | Régate | Régate | Régate | Régate | Régate | Régate | Régate | Régate      | Régate      | Régate | Total net | Rang final |
| Athlète                       | Compétition | 1      | 2      | 3      | 4      | 5      | 6      | 7      | 8      | 9      | 10     | 11          | 12          | CM     | Total net | Rang final |
| ----------------------------- | ----------- | ------ | ------ | ------ | ------ | ------ | ------ | ------ | ------ | ------ | ------ | ----------- | ----------- | ------ | --------- | ---------- |
| Paixão Afonso Matias Montinho | 470 hommes  | 20     | 18     | 19     | 18     | 19     | 18     | 18     | 19     | 19     | 19     | Non disputé | Non disputé | EL     | 167       | 19e        |